# Meneghelia carlotae
Meneghelia carlotae är en insektsart som beskrevs av Piza Jr. 1980. Meneghelia carlotae ingår i släktet Meneghelia och familjen vårtbitare. Inga underarter finns listade i Catalogue of Life.